# Reithrodontomys tenuirostris
Reithrodontomys tenuirostris és una espècie de mamífer rosegador de la família dels cricètids. Viu a altituds d'entre 2.400 i 2.900 msnm a Guatemala i Mèxic. El seu hàbitat natural són els boscos montans de frondoses. Està amenaçat per la desforestació i els incendis forestals. El seu nom específic, tenuirostris, significa ‘musell curt’ en llatí.